# Álvaro Pinto Lyon
Álvaro Rodrigo Pinto Lyon (Santiago de Chile, 9 de diciembre de 1971) es un músico multiinstrumentista chileno, quien ha sido parte de las bandas Barroco Andino y posteriormente de la facción francesa de Quilapayún, entre 2002 y 2004, participando con ella en diversos conciertos internacionales.
Es integrante del Trío Galantes, un grupo vocal e instrumental, cuyo repertorio está basado en boleros. También forma parte del Grupo Los Criollos de Amsterdam, con quien interpreta folklore sudamericano en Europa. Alvaro y su grupo Los Criollos acompañan anualmente la Misa Criolla que organiza la fundación holandesa "Scratchdag Latino Canta". Alvaro es un tenor y multiinstrumentalista muy solicitado en Europa.

## Biografía
Hijo de Gilberto Francisco Pinto Armijo y Marta Adriana Lyon Riquelme, estudió en el Conservatorio de Santiago de Chile, y contunuó su máster en guitarra clásica en el Conservatorio de Róterdam (Países Bajos), donde posteriormente sigue sus estudios de producción musical.[2]